# Le Masque de Sheba
Le Masque de Sheba (titre original : The Mask of Sheba) est un téléfilm américain de David Lowell Rich diffusé en 1970.

## Synopsis
Une expédition de recherche part en Éthiopie afin de retrouver un masque d'or caché dans les régions sauvages et qui a une valeur inestimable...

## Fiche technique
- Titre original : The Mask of Sheba
- Réalisation : David Lowell Rich
- Scénario : Sam Rolfe
- Directeurs de la photographie : Gabriel Torres et Harold E. Wellman
- Montage : John D. Dunning
- Musique : Lalo Schifrin
- Production : Sam Rolfe
- Genre : Film d'aventures
- Pays :  États-Unis
- Durée : 100 minutes (1 h 40)
- Date de diffusion :
  -  États-Unis : 9 mars 1970

## Distribution
- Eric Braeden (VF : Georges Poujouly) : Dr Roan Morgan
- Stephen Young (VF : Patrick Poivey) : Travis Comanche
- Corinne Camacho (VF : Claude Chantal) : Dr Joanna Glenville
- Walter Pidgeon : Dr Max van Condon
- Inger Stevens (VF : Arlette Thomas) : Sarah Kramer
- Joseph Wiseman : Fandil Bondalok
- William Marshall (VF : Georges Aminel) : le capitaine Condor Sekallie
- Christopher Gary : Peter Drake
- Lincoln Kilpatrick : Ben Takahens

## À noter
Ce téléfilm marque la dernière apparition d'Inger Stevens qui décéda six mois après la diffusion.